# Legerkruis voor 1813/14 (Oostenrijk)

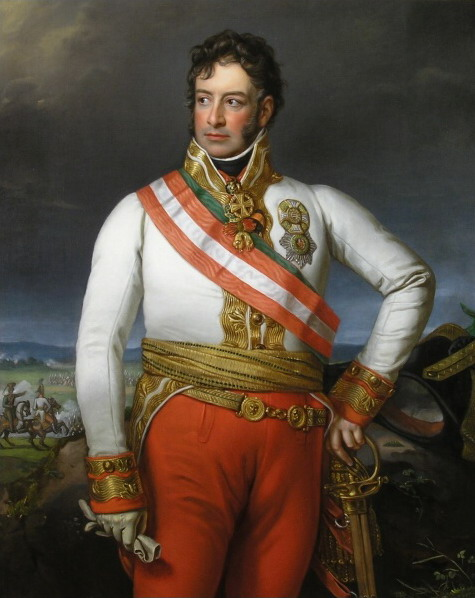
Fürst Schwarzenberg draagt het Kanonnenkruis aan een lint om de hals boven zijn Orde van het Gulden Vlies

Het Legerkruis voor 1813/14 (Duits: "Armeekreuz für 1813/14 " of "Kanonenkreuz ") was een onderscheiding van het Keizerrijk Oostenrijk.

## Achtergrond
Oostenrijk besloot om na de nederlaag van de Grande Armée in Rusland zijn bondgenoot Frankrijk aan te vallen. Het kruis werd op 13 mei 1814 door Frans I van Oostenrijk ingesteld. Het kon hierna aan alle soldaten worden verleend die aan de bevrijdingsoorlogen tegen Napoleon Bonaparte hadden deelgenomen.
Het kruis was de militaire evenknie van het Burgerlijk Erekruis voor 1813/14
Het bronzen kruis werd geslagen uit metaal dat uit veroverd Frans geschut werd genomen. Het kruis draagt op de armen het opschrift GRATI PRINCEPS ET PATRIA FRANC · IMP · AUG · (De dankbare keizer en het vederland). Op de keerzijde staat EUROPAE LIBERTATE ASSERTA MDCCCXIII/MDCCCXIV ·  (Zij die de vrede in Europa zeker stelden 1813/1814).
De opschrift geeft de stemming van die jaren goed weer; met Napoleon op de Franse troon zou Europa niet in vrede kunnen leven.
Het kruis is op een bronzen lauwerkrans gelegd. De bevestiging aan het lint, een oog die deel van het gegoten kruis is en een losse bronzen beugel, is zeer zwaar uitgevoerd, daarbij mag men bedenken dat de militairen uit het begin van de 19e eeuw hun decoraties altijd droegen. De kruisen en linten versleten snel.
Sommige van de bronzen militaire kruisen werden al in de eerste decennia van de 19e eeuw door de standsbewuste Oostenrijkse officieren aan een juwelier gegeven om ze te vergulden. De officieren droegen niet graag hetzelfde herinneringskruis als hun manschappen. De kruisen zijn gepatineerd maar de kleur en de staat van deze patina verschilt sterk van kruis tot kruis.
De ongeveer 100 000 aan de soldaten uitgereikte kruisen werden later aan een tot een driehoek gevouwen geel lint met brede zwarte biezen langs de rand op de linkerborst gedragen. In 1814 was dit typisch Oostenrijkse driehoekig lint nog niet voorgeschreven.

## Het grootkruis
Voor de Oostenrijkse opperbevelhebber generaal-veldmaarschalk Karl Philipp zu Schwarzenberg, die ook als opperbevelhebber van de geallieerde troepen had gediend, werd op 18 oktober 1814 een bijzonder Legerkruis voor 1813/14 in massief goud, het "Großes Armeekreuz für 1813/14" gesticht. Het kruis van vorst Schwarzenberg is groter en iets anders gevormd dan het bronzen Kanonnenkruis en heeft als afmetingen 50 bij 45 millimeter. De veldmaarschalk droeg het kruis aan een lint om de hals. Het originele kruis is in het Oostenrijkse Legermuseum in Wenen bewaard gebleven.
De Oostenrijkse staatsman Clemens Fürst von Metternich die na een periode als ambassadeur in Parijs inmiddels kanselier van Oostenrijk geworden en een sleutelrol had gespeeld in het smeden en bijeenhouden van de anti-napoleontische coalitie was op 20 september 1814 met een Grootkruis van het Burgerlijk Erekruis voor 1813/14 gedecoreerd. Ook dit massief gouden kruis van de Bijzondere Klasse was groter dan de Ie of IIe klasse en het werd aan een lint om de hals gedragen.